# Tomas Behrend
Tomas Ugo Behrend (* 12. Dezember 1974 in Porto Alegre, Brasilien) ist ein ehemaliger deutsch-brasilianischer Tennisspieler.

## Karriere
Behrend verbrachte seine Kindheit in Brasilien. Mit dem Tennis begann er im Alter von fünf Jahren. Im Oktober 1993 zog er nach Deutschland und spielte ab 1994 erste Future-Turniere.
2003 wurde Behrend von Teamchef Patrik Kühnen in die deutsche Davis-Cup-Mannschaft berufen. Zum Auftakt der Begegnung gegen Belarus bestritt er sein einziges Match im Davis Cup. Nach fünf Sätzen verlor er gegen den Belarussen Maks Mirny. Nach einer 2:3-Niederlage stieg Deutschland aus der Weltgruppe ab.
Im gleichen Jahr, am 3. Oktober 2005, erreichte Behrend mit Platz 74 seine beste Platzierung in der Tennis-Weltrangliste.
In den folgenden Jahren verlegte Behrend sich immer mehr aufs Doppel, wo er besonders bei Challenger-Turnieren beachtliche Erfolge hatte. Kurz bevor er 2007 bei den Lambertz Open in Aachen offiziell seine Karriere beendete, hatte er mit Rang 43 seine höchste Platzierung in der Doppel-Weltrangliste erreicht. Sein vorläufig letztes Spiel bestritt er am 2. November 2007, als er sich im Halbfinale der Lambertz Open an der Seite von Christopher Kas dem Doppel Mischa Zverev und Dominik Meffert geschlagen geben musste.
Zu den French Open in Paris 2008 kehrte Behrend kurzfristig ins Profigeschäft zurück, um an der Seite des Tschechen Tomáš Cibulec im Doppel anzutreten. Bereits in der ersten Runde scheiterten die beiden an der argentinischen Paarung José Acasuso und Sebastián Prieto.

## Erfolge
| Legende                       |
| Grand Slam                    |
| Tennis Masters Cup            |
| ATP Masters Series            |
| ATP International Series Gold |
| ATP International Series      |
| ATP Challenger Series (27)    |

### Einzel

#### Turniersiege
| Nr. | Datum              | Turnier           | Belag | Finalgegner       | Ergebnis       |
| --- | ------------------ | ----------------- | ----- | ----------------- | -------------- |
| 1.  | 13. September 1998 | Budva             | Sand  | Fredrik Jonsson   | 3:6, 6:3, 6:2  |
| 2.  | 15. September 2002 | Sofia             | Sand  | Werner Eschauer   | 6:0, 6:3       |
| 3.  | 13. April 2003     | Sanremo           | Sand  | Werner Eschauer   | 6:4, 6:2       |
| 4.  | 15. Juni 2003      | Weiden            | Sand  | Björn Phau        | 2:6, 6:4, 6:1  |
| 5.  | 5. Dezember 2004   | Kisch             | Sand  | Mathieu Montcourt | 7:63, 6:1      |
| 6.  | 30. Januar 2005    | Santiago de Chile | Sand  | Adrián García     | 7:63, 4:6, 6:2 |
| 7.  | 17. April 2005     | Olbia             | Sand  | Alessio di Mauro  | 6:1, 4:6, 7:5  |

### Doppel

#### Turniersiege
| Nr. | Datum              | Turnier            | Belag | Partner                | Finalgegner                             | Ergebnis         |
| --- | ------------------ | ------------------ | ----- | ---------------------- | --------------------------------------- | ---------------- |
| 1.  | 6. Juni 1999       | Sofia              | Sand  | Karsten Braasch        | Simon Aspelin Tobias Hildebrand         | 6:3, 6:4         |
| 2.  | 20. Oktober 2002   | Kairo              | Sand  | Karsten Braasch        | Albert Portas Álex López Morón          | 7:63, 6:4        |
| 3.  | 4. April 2004      | Cagliari           | Sand  | Giorgio Galimberti     | Werner Eschauer Daniel Köllerer         | 6:2, 6:1         |
| 4.  | 25. April 2004     | Neapel (1)         | Sand  | Giorgio Galimberti     | Michal Tabara Jiří Vaněk                | 6:1, 6:3         |
| 5.  | 20. Juni 2004      | Braunschweig (1)   | Sand  | Emilio Benfele Álvarez | Jaroslav Levinský David Škoch           | 6:2, 6:73, 7:610 |
| 6.  | 4. Juli 2004       | Reggio nell’Emilia | Sand  | Tomas Tenconi          | Andreas Seppi Simone Vagnozzi           | 6:4, 6:2         |
| 7.  | 10. Oktober 2004   | Sevilla            | Sand  | Alexander Waske        | Óscar Hernández Álex López Morón        | 7:60, 7:62       |
| 8.  | 10. Oktober 2004   | Kisch              | Sand  | Rogier Wassen          | Adam Chadaj Filip Urban                 | 3:6, 6:2, 6:4    |
| 9.  | 1. Mai 2005        | Tunis              | Sand  | Robert Lindstedt       | Marco Chiudinelli Jean-Claude Scherrer  | 3:6, 6:1, 6:3    |
| 10. | 25. Juni 2006      | Braunschweig (2)   | Sand  | Christopher Kas        | Máximo González Sergio Roitman          | 7:65, 6:4        |
| 11. | 3. September 2006  | Freudenstadt       | Sand  | Dominik Meffert        | Alexandre Sidorenko Mischa Zverev       | 7:5, 7:6         |
| 12. | 10. September 2006 | Düsseldorf         | Sand  | Hugo Armando           | Simon Greul Jewgeni Koroljow            | 6:1, 4:6, [10:4] |
| 13. | 24. September 2006 | Stettin (1)        | Sand  | Christopher Kas        | Tomasz Bednarek Marcin Matkowski        | 6:1, 3:6, [10:4] |
| 14. | 15. Oktober 2006   | Barcelona          | Sand  | Flavio Cipolla         | Pablo Andújar Marcel Granollers         | 6:3, 6:2         |
| 15. | 19. November 2006  | Asunción           | Sand  | André Ghem             | Carlos Berlocq Martín Vassallo Argüello | 3:6, 6:3, [10:3] |
| 16. | 13. Mai 2007       | Dresden            | Sand  | Christopher Kas        | Jean-Baptiste Perlant Xavier Pujo       | 6:3, 6:4         |
| 17. | 20. Mai 2007       | Zagreb             | Sand  | André Ghem             | James Auckland Jamie Delgado            | 6:2, 6:1         |
| 18. | 24. Juni 2007      | Braunschweig (3)   | Sand  | Christopher Kas        | Óscar Hernández Carlos Poch Gradin      | 6:0, 6:2         |
| 19. | 23. September 2007 | Stettin (2)        | Sand  | Christopher Kas        | Juan Pablo Brzezicki Juan Pablo Guzmán  | 6:0, 5:7, [10:8] |
| 20. | 30. September 2007 | Neapel (2)         | Sand  | Christopher Kas        | Leonardo Azzaro Alessandro Motti        | 7:65, 6:2        |

#### Finalteilnahmen
| Nr. | Datum            | Turnier         | Belag         | Partner         | Finalgegner                          | Ergebnis   |
| --- | ---------------- | --------------- | ------------- | --------------- | ------------------------------------ | ---------- |
| 1.  | 28. Februar 2004 | Costa do Sauipe | Sand          | Leoš Friedl     | Mariusz Fyrstenberg Marcin Matkowski | 2:6, 2:6   |
| 2.  | 29. Juli 2007    | Kitzbühel       | Sand          | Christopher Kas | Potito Starace Luis Horna            | 6:74, 6:75 |
| 3.  | 14. Oktober 2007 | Wien            | Hartplatz (i) | Christopher Kas | Mariusz Fyrstenberg Marcin Matkowski | 4:6, 2:6   |

## Grand-Slam-Resultate
Einzel
Angegeben ist immer die erreichte Runde
| Turnier         | 2008 | 2007 | 2006 | 2005 | 2004 | 2003 | 2002 | 2001 | 2000 | 1999 | 1998 | 1997 | 1996 | 1995 | 1994 | Karriere |
| --------------- | ---- | ---- | ---- | ---- | ---- | ---- | ---- | ---- | ---- | ---- | ---- | ---- | ---- | ---- | ---- | -------- |
| Australian Open | -    | -    | 1    | -    | 1    | -    | 1    | 1    | 2    | -    | -    | -    | -    | -    | -    | 2        |
| French Open     | -    | -    | -    | 2    | -    | 1    | 1    | 1    | 1    | -    | -    | -    | -    | -    | -    | 2        |
| Wimbledon       | -    | -    | -    | 1    | -    | 1    | -    | -    | -    | -    | -    | -    | -    | -    | -    | 1        |
| US Open         | -    | -    | -    | 1    | -    | 1    | -    | -    | -    | -    | -    | -    | -    | -    | -    | 1        |

Doppel
Angegeben ist immer die erreichte Runde
| Turnier         | 2008 | 2007 | 2006 | 2005 | 2004 | 2003 | 2002 | 2001 | 2000 | 1999 | 1998 | 1997 | 1996 | 1995 | 1994 | Karriere |
| --------------- | ---- | ---- | ---- | ---- | ---- | ---- | ---- | ---- | ---- | ---- | ---- | ---- | ---- | ---- | ---- | -------- |
| Australian Open | -    | 1    | 1    | -    | -    | -    | -    | -    | -    | -    | -    | -    | -    | -    | -    | 1        |
| French Open     | 1    | 1    | -    | -    | -    | -    | -    | -    | -    | -    | -    | -    | -    | -    | -    | 1        |
| Wimbledon       | -    | 2    | -    | -    | -    | -    | -    | -    | -    | -    | -    | -    | -    | -    | -    | 2        |
| US Open         | -    | 1    | -    | -    | -    | 1    | -    | -    | -    | -    | -    | -    | -    | -    | -    | 1        |